# Rolloped

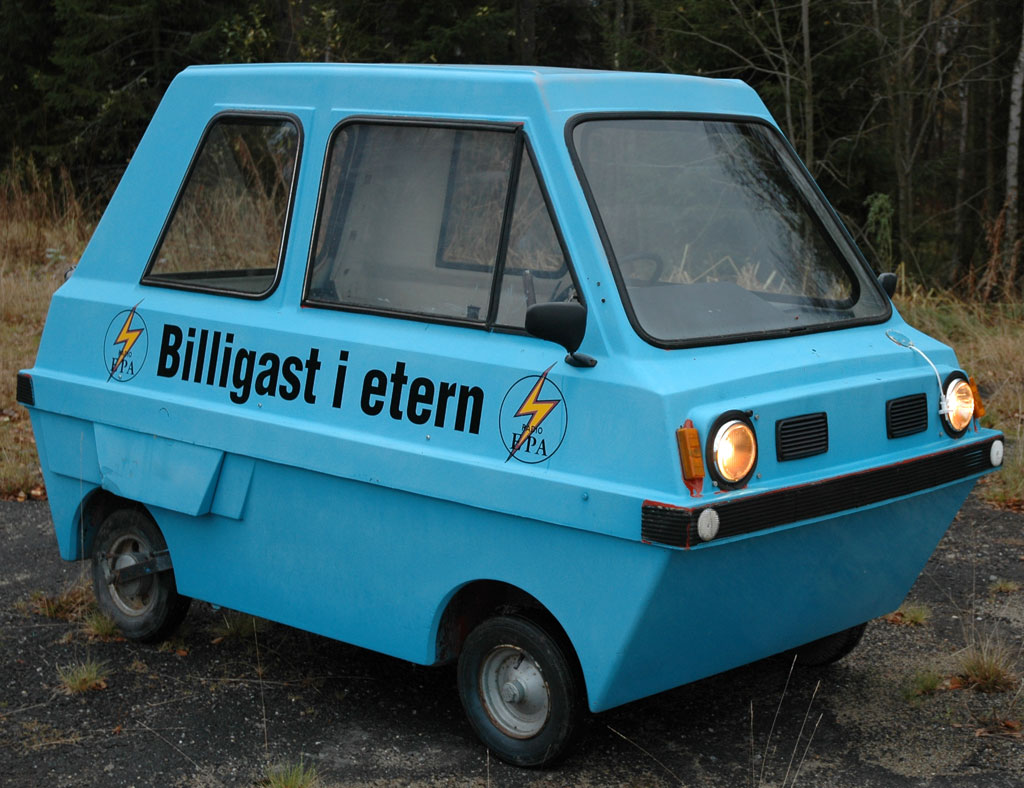
Rolloped snett framifrån

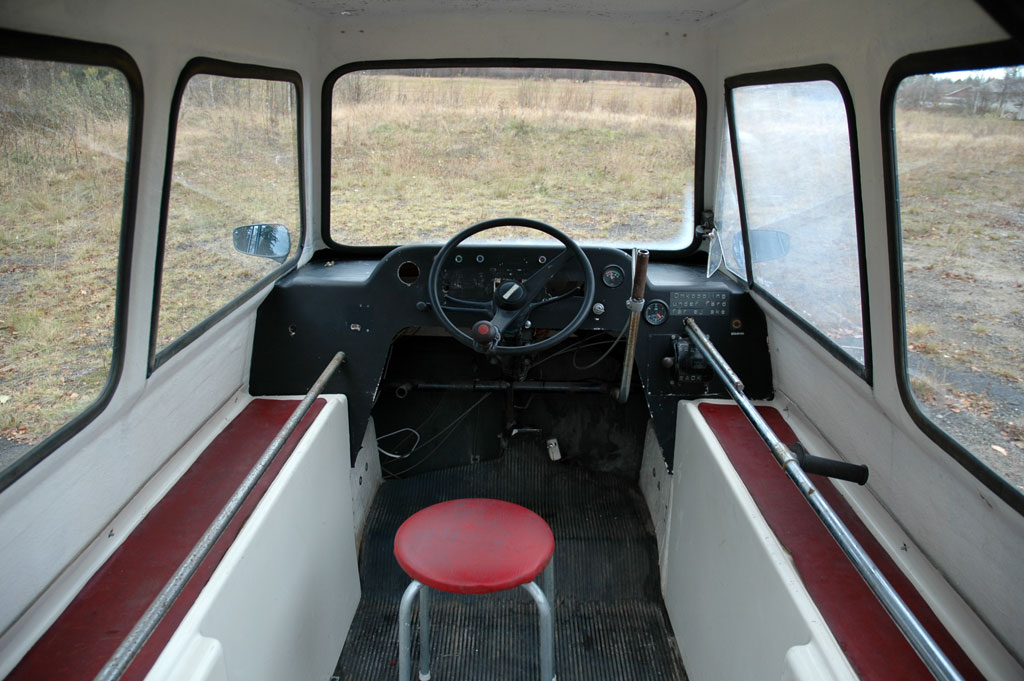
Rolloped inuti

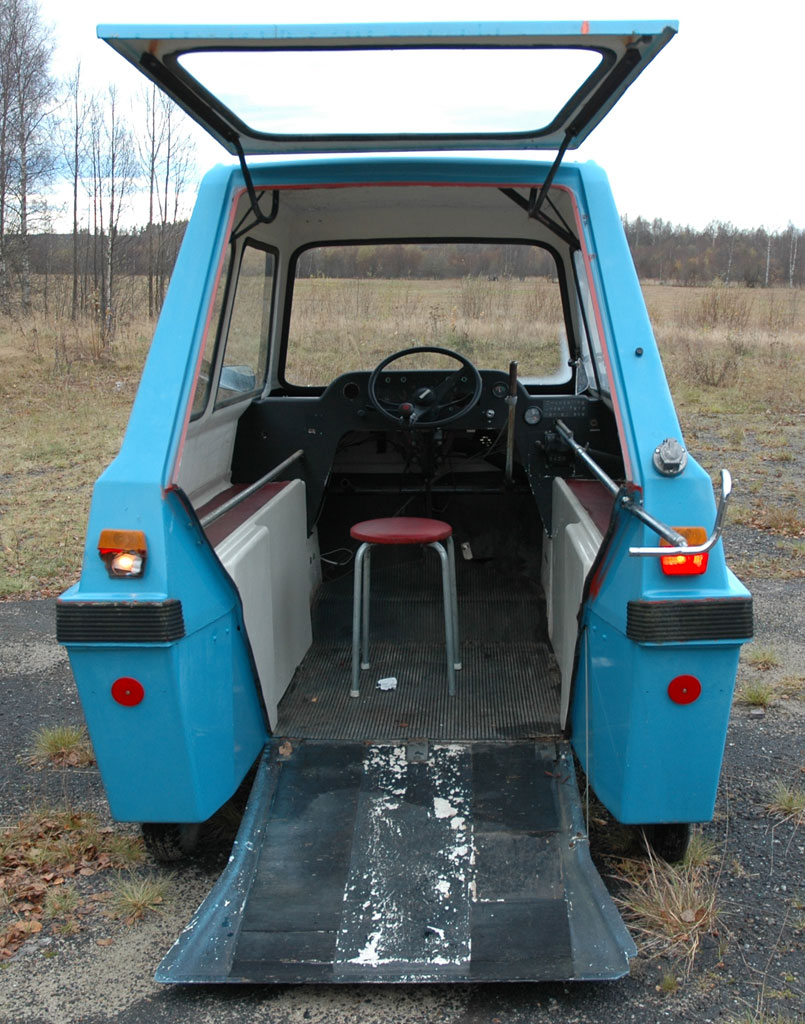
Rolloped bakifrån öppen

Rolloped var en svensktillverkat fyrhjulig mini-elbil, klassad som moped, som byggdes i en serie om fem exemplar i mitten av 1970-talet av GEWA Rehabteknik i Uppsala.
Syftet med rollopeden var att ge rullstolsburna ungdomar möjlighet att färdas fritt även innan de kunde få körkort. Föraren åker in i fordonet med rullstol, spänner fast rullstolen, och kör iväg. Rollopeden var bland annat utrustad med dieselvärmare, ventilation och sollucka.
Rollopeden var avsedd för den rullstolsburne med armstyrka att klara att ratta fordonet och andra reglage med händerna. Inga reglage sköts som standard med fötter eller ben.

## Detaljer
- Styrningen är konstruerad med en styrsnäcka av märket Fiat, som vrider hjulen kring fjäderbenet, en så kallad McPherson upphängning[1]
- Motorerna är kopplade med så kallad elektrisk differential. Effekt vardera: 1,25 hk, 24V 48A 2400RPM
- Hjul fram: 8x4 tum, bak: 8x3.5 tum[1]
- Lucklåsningen är manövrerbar från både ut- och insida
- Körsträcka: cirka 30 km, 40 km under gynnsamma förhållanden[1]

## Specifikationer
- Längd: 247 cm
- Bredd: 146 cm
- Höjd: 170 cm
- Totalvikt: 580kg[2]
- Motorer: 2 st applied motors 1,25 Hk PMDC (Modell: BA 3644-855-1-48B)[2]
- Kraftöverföring: rem, kedja[2]
- Batterier: 4 st 12V 70Ah blyackumulatorer
- Hastighet: 18 km/h (max 30) [3]
- Värmare: Eberspächer D1L 24V
- Vändradie: 5,6 m
- Rattutslag: 4 varv
- Största rullstolsbredd: 73 cm